# Turdoides longirostris
Turdoides longirostris là một loài chim trong họ Leiothrichidae.